# Чуна
Чуна (рус. Чуна) река је која протиче преко територије Мончегорског округа у централном делу Мурманске области, на крајњем северозападу Русије. Притока је ледничког језера Чунозеро преко ког је повезана са басеном реке Ниве, односно са басеном Белог мора.
Свој ток започиње као отока маленог језера стешњеног измађу планинских врхова Мончетундре и Чунатундре на надморској висини од 475 метара. Тече у смеру југа преко местимично замочвареног подручја обраслог четинарским шумама. Дужина водотока је 58 километара, док је површина сливног подручја око 571 км². Просечан пад корита реке Чуне је 5,97 метара по километру тока.